# Метиловий червоний
Метиловий червоний (2-( N, N -диметил-4-амінофеніл)азобензолкарбонова кислота) — це індикаторний барвник, який забарвлюється в червоний в кислих розчинах. 

## Властивості
Це азобарвник, що являє собою темно-червоний кристалічний порошок. Як індикатор кислотності він червоний при pH<4,4, жовтий при pH>6,2 та помаранчевий у проміжних кольорах з pK a 5,1. 

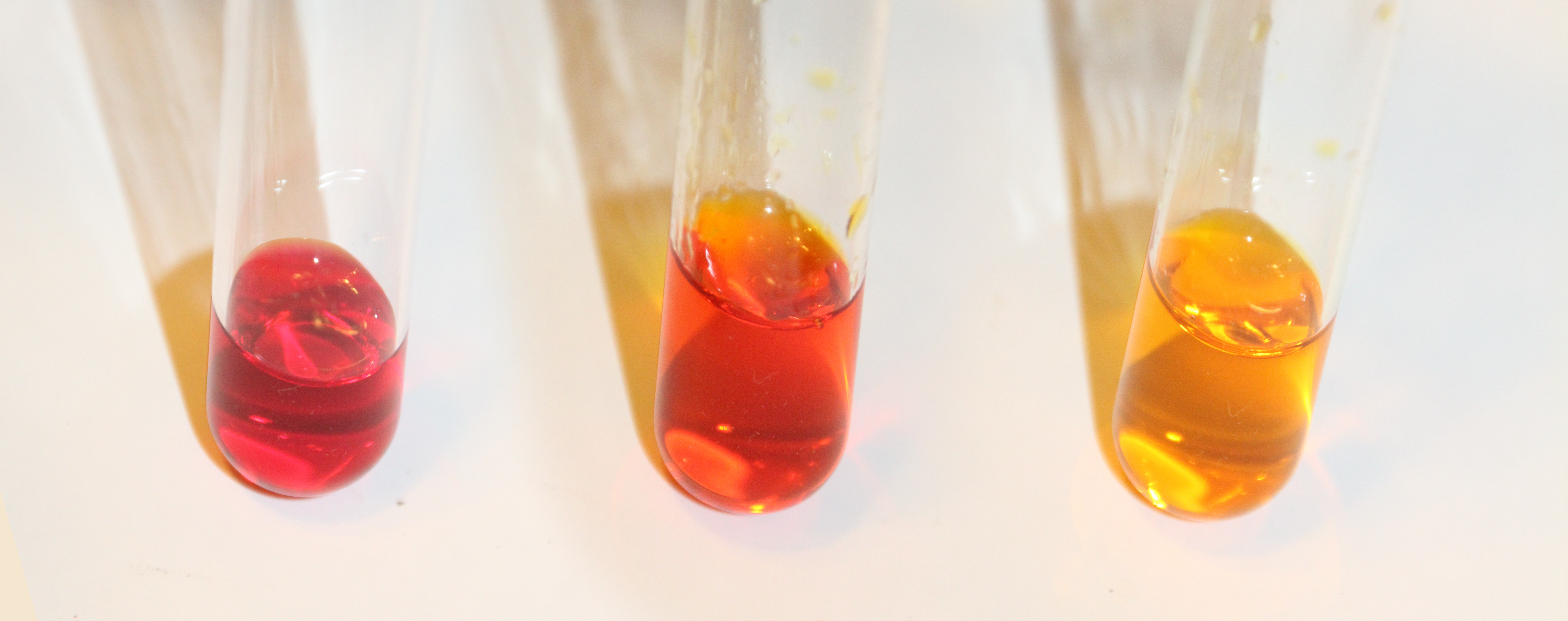
Зміна кольору розчину метилового червоного за різних середовищ. Ліворуч: кисле, посередині: приблизно pH 5.1 (що і pK _{a}), праворуч: лужне

Колір метилового червоного залежить від pH, оскільки протонування призводить до того, що він приймає структуру гідразону/хінону.

Метиловий червоний класифікується МАФР до групи 3 – некласифікований за канцерогенним потенціалом для людини.

## Синтез
Як і інші азобарвники, метиловий червоний можна отримати шляхом діазотування антранілової кислоти з подальшою реакцією з диметиланіліном: 

## Тест на метиловий червоний

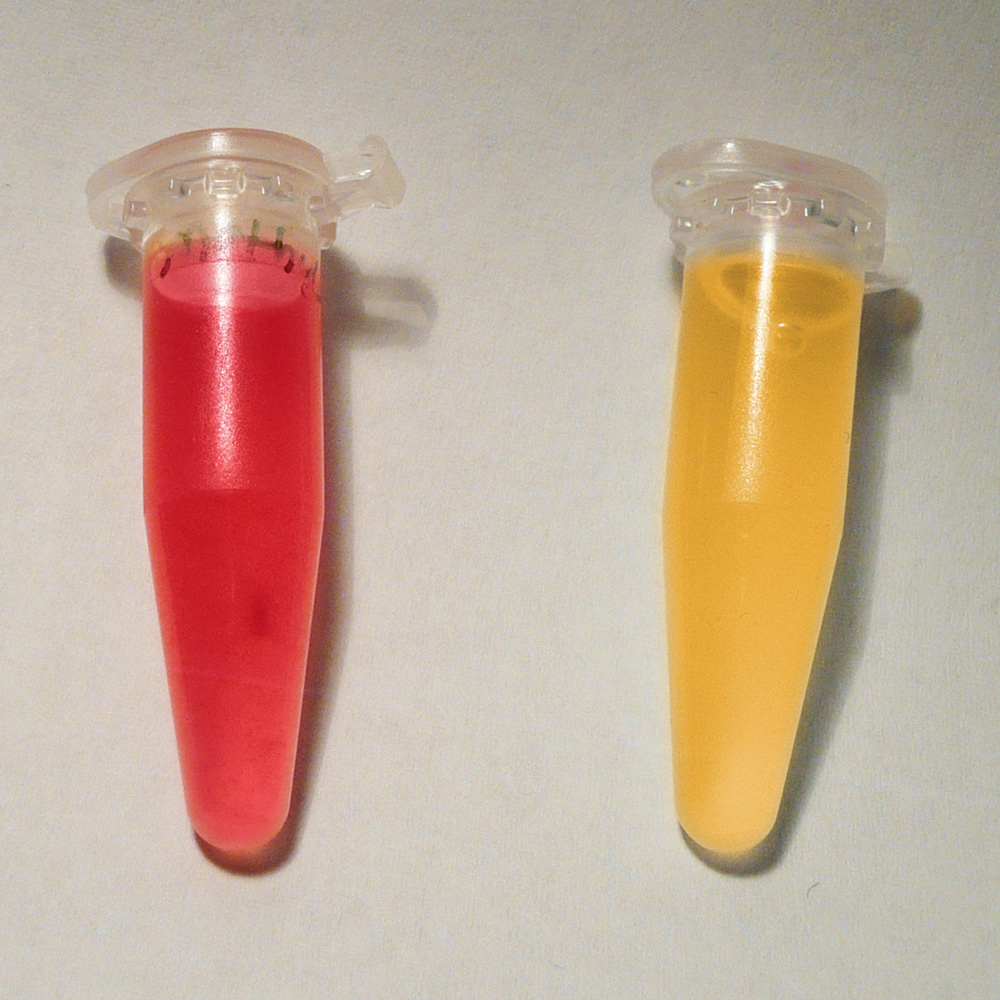
Тест з метиловим червоним: Кишкова паличка (зліва) показує «позитивний» результат, а Enterobacter cloacae (справа) показує «негативний» результат

У мікробіології метиловий червоний використовується в тесті з метиловим червоним (MR-тест), який використовується для ідентифікації бактерій, що продукують стабільні кислоти за допомогою механізмів змішаного кислотного бродіння глюкози (пор. тест Фогеса-Проскауера).